# Zimtstirn-Buschammer
Die Zimtstirn-Buschammer (Atlapetes pallidinucha) ist eine Vogelart aus der Familie der Neuweltammern (Passerellidae). Die Art hat ein großes Verbreitungsgebiet, das die südamerikanischen Länder Peru, Ecuador, Kolumbien und Venezuela umfasst. Der Bestand wird von der IUCN als nicht gefährdet (Least Concern) eingeschätzt.

## Merkmale
Die Zimtstirn-Buschammer erreicht eine Körperlänge von etwa 18 Zentimetern. Die Oberseite ist olivgrau mit grünlichen Zügen. Das Schwarz seitlich des Kopfes und am Nacken wirkt wie eine Maske. Der breite zentrale Streifen auf der Krone ist im vorderen Bereich zimtfarben bis orange und verblasst im hinteren Bereich bis ins Weiß. Die Kehle ist hellgelb. Der Rest der Unterseite ist gelblich olivegrün. Die olivefarbene Seite sowie dem Bürzel fehlt der gelbliche Anstrich.

## Verbreitung und Lebensraum

Verbreitungsgebiet der Zimtstirn-Buschammer (grün)

Die Art kommt an den buschigen Waldrändern sowie krummholzartigem Sekundärwald in Höhen von 2500 bis zu 3900 Metern am Papallacta Pass in Ecuador vor.

## Verhalten
Diese Zimtstirn-Buschammer lebt eher in den unteren Stratifikationschichten. Dabei verhält sie sich eher unauffällig. Oft sieht man sie zusammen mit anderen Arten wie Hakenschnäbel (Diglossa), Tangaren (Thraupidae) sowie andere Buschammern (Atlapetes). Da sie vorwiegend in Büschen unterwegs ist, kann man sie beim oft beim Springen von Ast zu Ast beobachten. Sie ernährt sich unter anderem von Beeren.

## Unterarten
Es sind zwei Unterarten beschrieben, die sich vor allem in ihrer Färbung und ihrem Verbreitungsgebiet unterscheiden:
- Atlapetes pallidinucha pallidinucha (Boissonneau, 1840)[1] Nominatform. Kommt im Süden des venezolanischen Bundesstaates Táchira am Páramo de Tamá und an den Bergen El Retiro und Las Copas vor. In Kolumbien sind die Ostanden bis ins Departamento de Cundinamarca seine Heimat.
- Atlapetes pallidinucha papallactae Hellmayr, 1913[2] Unterscheidet sich durch dunklere Ober- und Unterseite. Der Rücken, Bürzel, Oberschwanzdecken, kleine und mittlere Oberflügeldecken sind tief rußschwarz. Die Unterseite ist mattgelb.  Der Nackenstreifen ist reinweiß. Der Schnabel ist merklich kleiner als in der Nominatform. Das Verbreitungsgebiet in Kolumbien sind die Zentralanden der Departamento de Antioquia bis Nariño. In Ecuador ist sie an den Osthängen der Anden in der Provinz Napo am Papallacta-Pass präsent. Von dieser Provinz stammt auch der Namen dieser Unterart. In Peru findet man sie an den Ostanden im extremen Norden Perus westlich des Marañón.

## Forschungsgeschichte und Etymologie
Auguste Boissonneau beschrieb diese Buschammer zunächst unter Tanagra (Arremon) pallidinucha. Es war 1831 Johann Georg Wagler der die Gattung Atlapetes einführte. Das Wort setzt sich aus atla für den Titan Atlas, dessen Name Träger, Dulder bedeutet und petes vom griechischen petros für der Fels zusammen. Atlas trug in der antiken Mythologie das Himmelsgewölbe auf seinen Schultern. Der Artepitheton kommt aus dem Lateinischen und setzt sich aus den Worten pallidus, pallere für blass, bleich sein und nuchus für Nacken zusammen. Papallactae bezieht sich auf den Fundort Papallacta in der Provinz Napo.